# 墨西哥擬羊魚
墨西哥擬羊魚，為輻鰭魚綱鱸形目鬚鯛科的其中一個種。

## 分布
本魚分布於東太平洋區，包括美國、墨西哥、哥倫比亞、巴拿馬、厄瓜多、秘魯、加拉巴哥群島、薩爾瓦多及尼加拉瓜等海域。

## 深度
水深3至46公尺。

## 特徵
本魚體呈長紡錘型。體色以黃色為底，體中央部分為淺藍色，體側中央有一金黃色寬縱帶，各魚鰭為黃色。背鰭有兩個，尾鰭成深分叉。體長可達31公分。

## 生態
本魚棲息在珊瑚礁或岩礁區，為群游性，不管白天或夜間，均一起在沙地覓食或一起睡覺休息。肉食性，以底棲性動物為食。

## 經濟利用
為中小型食用魚類，亦可做為觀賞魚。